# Janez Pate
Janez Pate (Lubiana, 10 giugno 1965) è un ex calciatore sloveno, di ruolo centrocampista.